# ماری پاز ویلاس
ماری پاز ویلاس (انگلیسی: Mari Paz Vilas؛ زادهٔ ۱ فوریهٔ ۱۹۸۸) بازیکن فوتبال اهل اسپانیا است.
از باشگاه‌هایی که در آن بازی کرده‌است می‌توان به باشگاه فوتبال زنان بارسلونا و باشگاه فوتبال زنان والنسیا اشاره کرد.
وی همچنین در تیم‌های ملی فوتبال Spain women's national under-19 football team، زنان اسپانیا، و Galicia women's national football team بازی کرده‌است.